# Joan VIII d'Heinsberg
Joan VIII de Heinsberg (± 1396 - mort el 1459 a Kuringen, actualment un nucli d'Hasselt) va ser príncep-bisbe del principat de Lieja de 1456 fins al 1455 quan va haver d'abdicar en favor de Lluís de Borbó, el protegit de Felip el Bo.
Joan era el fill de Joan II de Heinsberg i de Margareta de Gennep. Des del 1411 va estudiar a Colònia. Era prebost del capítol de les col·legiates de la Mare de Déu d'Aquisgrà i de Sant Servaci de Maastricht i ardiaca d'Haspengouw.
El 16 de juny de 1419, el capítol de Sant Lambert de Lieja va elegir-lo per unanimitat com a bisbe. El 21 de juny del 1420 va esdevenir príncep-bisbe. Ja al mateix any va tornar a instaurar el tribunal especial per a tractar querelles per abusos dels funcionaris bisbals.
El 1422 el principat va participar en la guerra contra els hussites a la Bohèmia. Després del sínode provincial de 1423 a Colònia va intentar amb poc èxit de restaurar la disciplina catòlica. El 1438 va reprendre provisionalment la gestió de l'arquebisbat de Trèveris. El 1444 va participar en una croada però en arribar només a Creta ja va tornar al seu país per causa de la inestabilitat política del seu feu. L'any després va convocar un sínode diocesà per a modernitzar la política de l'església. Tot i assajar, no va gaire tenir molt d'èxit.
Aviat va aliar-se amb la cort de Borgonya i a poc a poc va perdre la seva autonomia sota la influència del ducat expansiu. Els Liegesos en temer de perdre la seva independència van rebel·lar-se però Joan va intentar d'oprimir el moviment. Felip el Bo nogensmenys no tenia gaire confiança en el seu aliat i volia que el capítol de Sant Lambert nomenés el seu nebot. El capítol va oposar-se i Joan de Heinsberg va assajar d'aliar-se amb el rei de França, Carles VII. Això no va plaure gaire als Borguinyons i Felip va fer pressió sobre els canonges del capítol i va amenaçar-les fins que van obligar Joan d'abdicar. Després de negociacions llargues i una promesa d'organitzar una croada contra els Turcs el papa Calixt III va acceptar de demetre'l.
Joan de Heinsberg va retirar-se al castell i domini d'Heinsberg el 22 de novembre de 1455. Ja el 1422, son pare va llegar-lo l'usdefruit dels castells, viles i camps de Millen, Vucht i Gangelt, un dret que Felip el Bo va confirmar. Sense descendència, va ser el darrere senyor de Heinsberg de la història.